# Інгулець (Новолатівська сільська громада)
Інгуле́ць — село в Україні, у Криворізькому районі Дніпропетровської області. Входить до складу Новолатівська сільська громада. Населення — 627 мешканців.

## Географія
Село Інгулець розташоване на лівому березі річки Інгулець, вище за течією за 2,5 км розташоване село Новолатівка, нижче за течією за 2 км розташоване селище Широке, на протилежному березі — смт Зелене (Криворізька міська рада) (із 2002 року увійшло до складу міста Кривий Ріг). Поруч проходить автомобільна дорога Р74.

## Історія
Було засновано як єврейська колонія в 1808 році. Станом на 1886 рік у колонії євреїв Широківської волості мешкало 1933 особи, налічувалось 136 дворів, існували синагога, 3 єврейських молитовних будинки, школа, відбувались базари щонеділі.

## Населення

### Мова
Розподіл населення за рідною мовою за даними перепису 2001 року:
| Мова            | Кількість | Відсоток |
| --------------- | --------- | -------- |
| українська      | 576       | 91.87%   |
| російська       | 47        | 7.49%    |
| румунська       | 1         | 0.16%    |
| єврейська       | 1         | 0.16%    |
| інші/не вказали | 2         | 0.32%    |
| Усього          | 627       | 100%     |

## Економіка
- ФГ «Овен»

## Об'єкти соціальної сфери
- Фельдшерський пункт
- Будинок культури

## Пам'ятки
- Братська могила радянських воїнів
- Пам'ятник жителям єврейської колонії, знищеним німецько-нацистськими окупантами та їхніми помічниками в 1941 р.

## Інтернет-посилання
- Погода в селі Інгулець [Архівовано 20 грудня 2011 у Wayback Machine.]